# Protracheoniscus panphilovi
Protracheoniscus panphilovi är en kräftdjursart som beskrevs av Borutzkii 1959. Protracheoniscus panphilovi ingår i släktet Protracheoniscus och familjen Trachelipodidae. Inga underarter finns listade i Catalogue of Life.